# Hypomesus nipponensis
Hypomesus nipponensis ist eine Fischart aus der Familie der Stinte, die um das Japanische Meer verbreitet ist.

## Beschreibung
Hypomesus nipponensis erreicht eine Gesamtlänge von maximal 17 cm. Die Augen sind groß. Die Rückenflosse weist 8 bis 10 Weichstrahlen auf sowie die Brustflossen 11 bis 19, die Bauchflossen 7 bis 9 und die Afterflosse 12 bis 19. Die Schwanzflosse ist gegabelt.

## Lebensweise
Hypomesus nipponensis ist in küstennahen Flüssen, Seen und Meeresgebieten zu finden. Die Art laicht in den Oberläufen, zu denen die Fische zwischen Ende April und Anfang Mai bis einige zehn Kilometer flussaufwärts migrieren. Als Laichplatz dient steiniger bis kiesiger Grund in schnellfließenden Gewässern. Die Fische ernähren sich von Plankton.

## Verbreitungsgebiet und Gefährdungsstatus
Das Verbreitungsgebiet der Art liegt in küstennahen Gewässern auf dem russischen Festland und der Insel Sachalin, den südlichen Kurilen (Iturup, Kunaschir, Tanfiljewa und Seljony), in Nordkorea und auf den japanischen Inseln Hokkaidō und Honshū. Auf letzterer kommt sie nach Süden etwa bis Tokio vor. Auf dem russischen Festland ist sie im Einzugsgebiet des Amur vom nordöstlichen Mündungsgebiet und dem Kizisee südwärts entlang der russischen Kontinentalküste des Japanischen Meeres bis zur koreanischen Halbinsel verbreitet. Zudem wurde die Art mit negativen ökologischen Folgen in den Vereinigten Staaten eingeführt.
Die IUCN stuft die Art als nicht gefährdet (least concern) ein und den Populationstrend als stabil. Sie wird kommerziell gefischt. Schutzgebiete, in denen sie vorkommt, sind zum Beispiel der Fuji-Hakone-Izu-Nationalpark in Japan und der Leopardenland-Nationalpark in Russland.